# Liste der Kulturdenkmale in Erbenhausen
Die Liste der Kulturdenkmale in Erbenhausen umfasst die als Ensembles, Straßenzüge und Einzeldenkmale erfassten Kulturdenkmale in der thüringischen Gemeinde Erbenhausen im Landkreis Schmalkalden-Meiningen mit dem Stand vom 24. Februar 2025.
Die Angaben in der Liste ersetzen nicht die rechtsverbindliche Auskunft der zuständigen Denkmalschutzbehörde.

## Legende
- Bild: zeigt ein Bild des Kulturdenkmals und gegebenenfalls einen Link zu weiteren Fotos des Kulturdenkmals im Medienarchiv Wikimedia Commons
- Bezeichnung: Name, Bezeichnung oder die Art des Kulturdenkmals
- Lage: Wenn vorhanden Straßenname und Hausnummer des Kulturdenkmals; Grundsortierung der Liste erfolgt nach dieser Adresse. Der Link Karte führt zu verschiedenen Kartendarstellungen und nennt die Koordinaten des Kulturdenkmals.
 Kartenansicht, um Koordinaten zu setzen – in dieser Kartenansicht sind Kulturdenkmale ohne Koordinaten mit einem roten bzw. orangen Marker dargestellt und können in der Karte gesetzt werden. Kulturdenkmale ohne Bild sind mit einem blauen bzw. roten Marker gekennzeichnet, Kulturdenkmale mit Bild mit einem grünen bzw. orangen Marker.
- Datierung: gibt das Jahr der Fertigstellung beziehungsweise das Datum der Erstnennung oder den Zeitraum der Errichtung an
- Beschreibung: bauliche und geschichtliche Einzelheiten des Kulturdenkmals, vorzugsweise die Denkmaleigenschaften
- ID: Die ID identifiziert das Kulturdenkmal eindeutig. In Thüringen sind aktuell keine IDs veröffentlicht. In der ID-Spalte kann sich auch folgendes Icon  befinden, dies führt zu Angaben zu diesem Kulturdenkmal bei Wikidata.

## Einzeldenkmale nach Gemarkungen

### Erbenhausen
| Bild                           | Bezeichnung         | Lage                                                                 | Datierung | Beschreibung                           | ID |
| ------------------------------ | ------------------- | -------------------------------------------------------------------- | --------- | -------------------------------------- | -- |
| BW                             | Lindenplatz         | Erbenhausen, Reichenhäuser Straße, vormals Hauptstraße (Karte)       |           |                                        |    |
| BW                             | Backhaus            | Reichenhäuser Straße 2, vormals Hauptstraße 15 (Karte)               |           |                                        |    |
| BW                             | Kellerhaus          | Erbenhausen, Reichenhäuser Straße 3, vormals Hauptstraße 48 (Karte)  |           |                                        |    |
| BW                             | Scheune             | Erbenhausen, Reichenhäuser Straße 20, vormals Hauptstraße 49 (Karte) |           |                                        |    |
| BW                             | Wohnhaus            | Erbenhausen, Reichenhäuser Straße 7, vormalsHauptstraße 62 (Karte)   |           |                                        |    |
| BW                             | Scheune             | Erbenhausen, Reichenhäuser Straße 7, vormalsHauptstraße 62 (Karte)   |           |                                        |    |
| BW                             | Wohnhaus            | Erbenhausen, Querstraße 6, vormals 59 (Karte)                        |           |                                        |    |
| weitere Bilder Fotos hochladen | Evangelische Kirche | Schulstraße o. Nr., Flur 1, Flurstück 1 (Karte)                      |           | Kirche samt künstlerischer Ausstattung |    |
| BW                             | Kirchhof            | Erbenhausen, Schulstraße o. Nr., Flur 1, Flurstück 1 (Karte)         |           |                                        |    |

### Reichenhausen
| Bild                                    | Bezeichnung         | Lage                                                                                               | Datierung | Beschreibung                           | ID |
| --------------------------------------- | ------------------- | -------------------------------------------------------------------------------------------------- | --------- | -------------------------------------- | -- |
| BW                                      | Gefallenendenkmal   | Reichenhausen, Auf der Röte o. Nr., Straße nach Kaltensundheim, Flur 8, Flurstück 1010 / 0 (Karte) |           | und Baumbestand                        |    |
| weitere Bilder Fotos hochladen          | Evangelische Kirche | Reichenhausen, Frankenheimer Straße 3, vormals 19 (Karte)                                          |           | Kirche samt künstlerischer Ausstattung |    |
| BW                                      | Kirchhof            | Reichenhausen, Frankenheimer Straße 3 (Karte)                                                      |           |                                        |    |
| BW                                      | Schule              | Reichenhausen, Frankenheimer Straße 1, vormals 17a (Karte)                                         |           |                                        |    |
| Direkt Bild zu diesem Denkmal hochladen | Wohnhaus            | Reichenhausen, Frankenheimer Straße 18                                                             |           |                                        |    |
| Direkt Bild zu diesem Denkmal hochladen | Wohnhaus            | Reichenhausen, Frankenheimer Straße 48a                                                            |           |                                        |    |

### Schafhausen
| Bild                           | Bezeichnung         | Lage                                                                                           | Datierung | Beschreibung                           | ID |
| ------------------------------ | ------------------- | ---------------------------------------------------------------------------------------------- | --------- | -------------------------------------- | -- |
| BW                             | Brunnen             | Schafhausen, Dorfstraße o. Nr., Flur 1, Flurstück 76/2 (Karte)                                 |           |                                        |    |
| weitere Bilder Fotos hochladen | Evangelische Kirche | Dorfstraße 7 (Karte)                                                                           |           | Kirche samt künstlerischer Ausstattung |    |
| BW                             | Kirchhof            | Schafhausen, Dorfstraße 7 (Karte)                                                              |           |                                        |    |
| BW                             | Wohnhaus            | Schafhausen, Dorfstraße 13 (Karte)                                                             |           |                                        |    |
| BW                             | Backhaus            | Schafhausen, Hintergasse 39 (Karte)                                                            |           |                                        |    |
| BW                             | Brunnen             | Schafhausen, Lindenstraße o. Nr., Flur 1, Flurstück 100/1 (Karte)                              |           |                                        |    |
| BW                             | Gehöft              | Mittelgasse 10 (Karte)                                                                         |           |                                        |    |
| BW                             | Grenzsäule          | Im Waldstück an der Straße zwischen Brüchs und Weimarschmieden, Flur 8, Flurstück 1141 (Karte) |           |                                        |    |

## Ehemalige Kulturdenkmale
| Bild | Bezeichnung | Lage                               | Datierung | Beschreibung | ID |
| ---- | ----------- | ---------------------------------- | --------- | ------------ | -- |
| BW   | Scheunen    | Schafhausen, Scheunengasse (Karte) |           |              |    |